# Університет Анрі Пуанкаре Нансі I

Університет Анрі Пуанкаре Нансі I (фр. Université Henri Poincaré (Nancy I)) — французький природничий університет, що належить до академії Нансі-Мец. Названий на честь видатного французького математика, фізика і філософа Анрі Пуанкаре. Університет входить в університетську федерацію Університет Нансі. В університеті навчається 18 000 студентів, дослідження проводяться в 45 лабораторіях.

## Структура
Університет складається з 5 факультетів та 3 інженерних шкіл.

### Факультети
- Науки і техніки
- Медицини
- Фармацевтика
- Стоматологічної хірургії
- Спорту

### Інженерні школи
- Вища інженерна школа науки і технології (фр. École supérieure des sciences et technologies de l'ingénieur de Nancy, ESSTIN)
- Вища національна школа технології та лісової промисловості (фр. École nationale supérieure des technologies et industries du bois (ENSTIB), розташована в Епіналь)
- Вища школа прикладної інформатики Лотарингії (фр. École supérieure d'informatique et applications de Lorraine, ESIAL)